# Убице мог оца (3. сезона)
Трећа сезона серије Убице мог оца је премијерно емитована од 12. новембра 2018. до 21. јануара 2019. године на каналу Топ и броји 11 епизода.

## Радња
Инспектор Александар Јаковљевић решава нови случај — случај убиства угледног лекара који иде у неколико праваца са неочекиваним преокретом на крају. И овде се описује тј. захвата однос личног и јавног одсека у области здравства. Упоредо са тим, одвија се велики рат између нарко кланова око борбе за превласт на тржишту дроге од чега Марјановић дуго покушава да склони Александра, али је то немогуће. Прошлост од које се Александар још није опоравио, смрт његовог оца Милета, поново куца на врата јер сазнаје болну истину која мења све.

## Улоге

### Главне
- Вук Костић као Александар Јаковљевић
- Марко Јанкетић као Мирко Павловић
- Тихомир Станић као Предраг Марјановић
- Нина Јанковић Дичић као Јелена
- Миодраг Радоњић као Зоран Јанкетић
- Славко Штимац као Сава
- Славиша Чуровић као Мишко
- Елизабета Ђоревска као Оља Јаковљевић

### Епизодне
- Ивана Дудић као Миланка Дракулић
- Аница Добра као Рада Антонијевић
- Борис Пинговић као Јован Деспотовић
- Јелисавета Орашанин као Тијана Поповић
- Исидора Симијоновић као Ружица Дамјановић Ружа
- Бранислав Томашевић као Миша Зворник
- Љубомир Бандовић као Богдан Росић
- Бојан Жировић као Сретен Лека
- Никола Булатовић као др. Лука Костић
- Исидора Грађанин као Тања
- Сања Микитишин као Гордана Димитријевић
- Иван Заблаћански као инспектор Влада Петровић
- Јелена Ћурувија Ђурица као Маја Лека
- Барбара Брадач као Јана Павловић
- Јован Бацковић као Огњен Павловић Оги
- Јелена Гавриловић као Христина Пајовић
- Ивана Николић као Драгана Павловић
- Растко Јанковић као полицајац Иван
- Маша Ђорђевић као Невенка
- Маја Шиповац као Катарина
- Ангела Костић као Тина
- Дејан Јосић као др Димитријевић
- Предраг Бјелац као Никола Ковачевић
- Мирјана Карановић као Загорка Обрадовић
- Радош Бајић као Милорад
- Борка Томовић као Виолета Ороз
- Вук Јовановић као Милика Лекић
- Марко Тодоровић као Љубо Никчевић
- Божидар Зубер као Лујо Батричевић
- Андрија Милошевић као Милош Рончевић
- Стефан Радоњић као Игор
- Иван Ђорђевић као Веселин Бајовић Веса
- Бранка Шелић као Мира
- Павле Поповић као Миљан
- Радоје Чупић као уредник Жарко
- Алекса Лучић као тинејџер
- Александар Чупковић као тинејџер
- Драган Гутовић као Николин возач
- Младен Кнежевић као полицајац
- Наташа Нинковић као Наталија Шавтовић Деспотовић
- Уликс Фехмиу као Живојин Савић Жика
- Марко Гверо као Витко Белић
- Жељко Еркић као Благоје Ороз
- Јелена Глизијан као сестра 2
- Јадранка Пејановић као репортерка
- Недељко Бајић као Тасић
- Драган Николић као Жикин момак
- Урош Јовчић као Добрило Животијевић
- Марта Ћеранић као Весна Томић
- Вуле Марковић као Никша
- Дафина Достанић као новинарка
- Милица Јанкетић као портпаролка полиције
- Јована Стевић као новинарка Даница
- Марко Павловић као конобар
- Мирослав Јовић као Станко
- Вукашин Ранђеловић као Дућа
- Марко Васиљевић као Горан Драгојевић
- Анета Томашевић као бака
- Милан Чучиловић као полицајац
- Небојша Вранић као заступник Филиповић
- Наташа Чуљковић као Љубица
- Љиљана Стјепановић као Баба
- Софија Милошевић као Данка
- Петар Арсић као Мика
- Марио Шаран као цариник
- Предраг Павловић као возач камиона
- Никола Илић као полицајац
- Тамара Тоскић као полицајка
- Милан Богојевић као специјалац
- Урош Крстовић као специјалац 2
- Даница Радуловић као судиница
- Наташа Балог као заступница
- Ранко Ковачевић као Маринко
- Вељко Стевановић као представник суда
- Лазар Арбутина као форензичар
- Немања Живковић као Деки
- Драгиња Милеуснић као медицинска сестра
- Славољуб Николић Сода као Зворников момак
- Саша Небригић као Зворников момак
- Ђорђе Кондић као Зворников момак
- Јована Савић као девојка
- Јасмина Арнаутовић као чистачица
- пас Кенди

## Епизоде
| Бр. у серији | Бр. у сезони | Назив          | Редитељ        | Сценариста                            | Пpемијерно емитовање |
| --- | ------------ | -------------- | -------------- | ------------------------------------- | -------------------- |
| 23 | 1            | „Епизода 3.1”  | Иван Живковић  | Наташа Дракулић и Предраг Антонијевић | 12. новембар 2018.   |
| Ружа поставља Мирку ултиматум - Драгана за Марјановића. У међувремену, полиција добија нови случај - убиство угледног лекара. Марјановић Мирку и Александру даје случај лекара, а Зорану случај Немањиног убиства. У помоћ им долази и начелник одељења за наркотике Богдан који Марјановића и Александра зна. Александар примећује да се Мирко чудно понаша, али не зна због чега. Мирко децу пребацује код Миланке на чување док не врати жену. |              |                |                |                                       |                      |
| 24 | 2            | „Епизода 3.2”  | Иван Живковић  | Наташа Дракулић и Предраг Антонијевић | 19. новембар 2018.   |
| Истрага убиства др. Димитријевића се додатно усложњује јер је пронађен леш др. Мушицког, човека који има везе са тужбом против њега. Оља позива Марјановића јер је забринута што јој се Марија не јавља. Јелена добија потврду од лекара да може да закључи боловање и да се врати на посао. У међувремену, Рончевић је преживео свиње и довео је своје брђане да ухвате Ружу и доведу му је. Мирко одводи децу код таста. |              |                |                |                                       |                      |
| 25 | 3            | „Епизода 3.3”  | Милош Кодемо   | Наташа Дракулић и Предраг Антонијевић | 26. новембар 2018.   |
| Мирко је нашао Ружу, а она га је натерала да се отараси леша Рончевићевог човека Луја ког је убила. Александар је од Миланке сазнао шта је са Мирком, а касније излази на увиђај јер је Лујово тело пронађено у контејнеру на Новом Београду. Супруга др. Димитријевића, Гордана, бива приведена јер одбија да каже где је била у ноћи кад јој је супруг убијен, а њен брат је нестао. Витко добија задатак да пронађе докторову запослену, болничарку Невенку, али је открио да је она отпутовала. Марјановић се састао са Жиком како би утврдио да ли он има неке везе са Лујовим убиством, али су их Рончевићеви људи засули паљбом и једва су извукли живе главе бежећи чамцем. |              |                |                |                                       |                      |
| 26 | 4            | „Епизода 3.4”  | Иван Живковић  | Наташа Дракулић и Предраг Антонијевић | 3. децембар 2018.    |
| Извршен је увиђај на сплаву где се пуцало на Марјановића и Жику. Богдан износи Зорану своје усмње да је Марјановић већ знао за пуцњаву. Полиција прави изјаву за штампу поводом убиства др. Димитријевића, а после ње Марјановић открива од Жике ко му је рекао неке податке. Мирко добија позив од Руже за примопредају па Александар прибегава једној варци. Никола Ковачевић на све начина покушава да се докопа „Ситиленда”, а Наталији креће суђење. |              |                |                |                                       |                      |
| 27 | 5            | „Епизода 3.5”  | Иван Живковић  | Наташа Дракулић и Предраг Антонијевић | 10. децембар 2018.   |
| Мирко и Александар постављају замку Ружи, али она јефтиним фазоном успева да побегне, а Марјановић, после сазнања шта су њих двојица радили, пристаје да им помогне. Рончевић решава да доведе појачање после сазнања да су се Жика и Марјановић извукли. Оља је и даље под заштитом у рођеном стану. |              |                |                |                                       |                      |
| 28 | 6            | „Епизода 3.6”  | Иван Живковић  | Наташа Дракулић и Предраг Антонијевић | 17. децембар 2018.   |
| Зоран је наредио Мирку и Александру да наставе са случајем лекара пуном паром. Такође, добили су новог сарадника - Горана Драгојевића, полицијског службеника који је постао инспектор. Како потрага за Ружом и даље траје, Марјановића је укључио и Мишу Зворника у то наредивши му да Ружу убије, а Драгану врати живу и здраву. Александар је открио још неке податке о убиству свог оца. |              |                |                |                                       |                      |
| 29 | 7            | „Епизода 3.7”  | Мирослав Лекић | Наташа Дракулић и Предраг Антонијевић | 24. децембар 2018.   |
| Марјановић и Зоран доносе одлуку да се случај „Димитријевић” затвори јер све упућује на то да је др. Мушицки убио др. Филиповића па себе па Александар и Мирко бивају присиљени да пусте лекареву супругу из притвора. Потрага за Ружом и даље траје. Богдан успева да наговори Зорана да не каже Марјановићу ништа за акцију коју води, а коју је дозволила Обрадовићка. Јелена се вратила на посао. |              |                |                |                                       |                      |
| 30 | 8            | „Епизода 3.8”  | Мирослав Лекић | Наташа Дракулић и Предраг Антонијевић | 31. децембар 2018.   |
| Зоранова и Богданова акција на граници полази по злу. Александар и Мирко добијају позив од забринуте Гордане Димитријевић и схватају да је њен брат, др. Лука Крстић, отет. Уз помоћ малог лукавства, Витко Белић успева да пронађе несталу болничарку др. Димитријевића Невенку. Суђење Наталији Деспотовић је почело, а њен заступник Животијевић је успео да покрене поновно вештачење доказа које ће радити независна страна. Зоран и Богдан су започели своју акцију. |              |                |                |                                       |                      |
| 31 | 9            | „Епизода 3.9”  | Мирослав Лекић | Наташа Дракулић и Предраг Антонијевић | 7. јануар 2019.      |
| У пуцњави на граници је један погинуо, један побегао и један рањен. Марјановић је побеснео јер су Зоран и Богдан водили ту акцију на своју руку, али срећа у несрећи је била та што нико из полиције није страдао. Заврзлама око случаја Димитријевић и даље траје. Јован је сведочио на суђењу Наталији и отерао Тијану. Жика је дао Обрадовићки 24 часа да открије где му је нестала дрога. |              |                |                |                                       |                      |
| 32 | 10           | „Епизода 3.10” | Мирослав Лекић | Наташа Дракулић и Предраг Антонијевић | 14. јануар 2019.     |
| Невенка након ноћи проведене у притвору одлучује да проговори све што зна о др. Димитријевићу и потврђује да зна за порно снимке лекара са болесницама. Она себе криви за лекарево убиство, оптужујући за то свог брата Дућу. Наиме, она је видевши снимак на којем лекар општи са Данком, Дућином девојком, то рекла Дући за су шта касније и она и Данка добиле батине од њега. Горан и Миланка су отишли да ухапсе Дућу, међутим, он је потегао пиштољ и па га је Горан убио. Александру ништа није било јасно па је поново привео Гордану. Под притиском, Гордана му је признала да је убиство она смислила са каратистом Благојем Орозом јер је др. Димитријевић хтео да прода клинику и оде са Благојевом женом са којом се већ дуже времена виђао. Благоје је убио др. Димитријевића и приморао др. Мушицког да скочи. То стање је покушао да искористи Сретен Лек који је отео Луку. Александар је све то открио и ухапси Лека који је открио где је крио Луку. За то време, Благоје Ороз је признао жени да је убио њеног љубавника др. Димитријевића. Ту је избила свађа где је он покушао да је задави, али га је она убила баш у тренутку кад је Мирко са полицијом упао у кућу. За све то време, на суђењу Наталији Деспотовић независна комисија је поништила доказе и Наталија се нашла на корак од слободе. На самом крају епизоде, непознато лице је убило Богдана у његовим колима хицем у главу. |              |                |                |                                       |                      |
| 33 | 11           | „Епизода 3.11” | Мирослав Лекић | Наташа Дракулић и Предраг Антонијевић | 21. јануар 2019.     |
| Полиција започиње истрагу Богдановог убиства, а на изјави за штампу Марјановић пореди злочин са убиством Александровог оца јер је он раније био начелник Одељења за наркотике. Марјановић и министарка одлучују да се држе заједно после Жикиних претњи министарки и министаркиних уцена Марјановићу. Рончевић је насамарио Милику и самостално отишао са Жикином дрогом. Марјановић шаље Мишу Зворника на Рончевићеву претходну адресу где он налази Милику. Након што Милика схвата да је Рончевић однео дрогу, признаје све Миши. Жика Александру тврди да није заслужан за Богданову смрт, а потом му открива причу иза смрти Александровог оца. Марјановић даје Жикину адресу Миши Зворнику и недуго након тога, извршен је напад на Жику чија је судбина непозната. Ружа се јавља Мирку са понудом о још једној примопредаји. Ружа и Александар бивају рањени у акцији, а Мирков таст, који га је пратио од куће, налази Драгану и убија Ружу. На самом крају, Александар је сам и није у могућности да се јави на телефон, полако губећи свест. |              |                |                |                                       |                      |

## Филмска екипа
- Режија: Мирослав Лекић
Иван Живковић
Милош Кодемо
- Сценарио: Наташа Дракулић
Предраг Антонијевић
- Продуценти: Макса Ћатовић 
 Марко Мишковић
- Извршни продуцент: Петар Вукашиновић
- Директор серије: Владимир Васиљевић
- Директор Фотографије: Милош Кодемо
- Монтажа: Филип Дедић 
 Михаило Шуљагић
- Композитор: Александра Ковач 
 Роман Горшек
- Костим: Сенка Кљакић
- Сценографија: Јелена Милиновић
- Помоћник редитеља: Марко Мудрић
- Продукција: Јунајтед медија
 Дајрект медија 
 Извршна продукција Филм данас